# Koli nationalpark
Koli nationalpark är en nationalpark i östra Finland, till största delen i Lieksa. Den etablerades 1991 och har en yta på 30 km². Nationalparken är känd för sin utsikt från berget Ukko-Koli österut över sjön Pielisjärvi (Pielinen), avbildad på flera kända målningar. Koli nationalpark administreras av det finska skogsforskningsinstitutet Metla.
Den första paragrafen i Lagen om Koli nationalpark lyder:
För att skydda ett representativt fjällområde i Nordkarelen, gamla skogar och organismerna i dessa samt den centrala delen av nationallandskapet Koli, för att underhålla genom svedjebruk danade landskap och växtsamhällen, för miljöforskningen och miljöupplysningen samt för att främja intresset för naturen inrättas såsom ett i lagen om naturskydd (71/23) avsett särskilt naturskyddsområde Koli nationalpark i områden som staten äger i Lieksa stad.
Nationalparken är alltså grundad för att skydda också kulturlandskapet. Delar av nationalparken svedjas periodvis och ängarna används som betesmark.

## Externa länkar

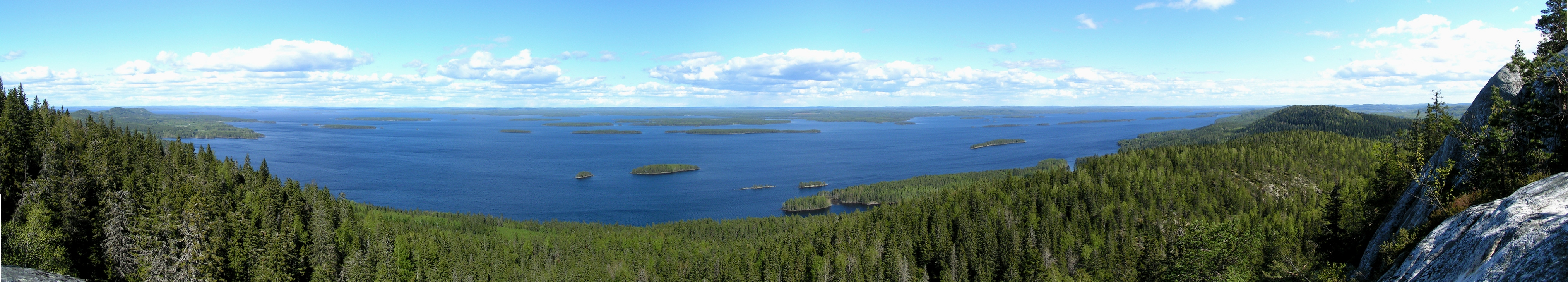
Sjön Pielisjärvi sedd från en höjd i Koli nationalpark.